# Habitació 101
L'habitació 101 apareix a la novel·la 1984 de George Orwell.
Es tracta d'una cambra de tortura situada al Ministeri de l'Amor en la qual el presoner és obligat a enfrontar-se al seu pitjor malson. Tan gran és l'omnisciència de l'Estat a la societat totalitària de 1984 que fins i tot les autoritats coneixen quins són els malsons dels ciutadans. El malson -- i en conseqüència, el càstig -- del protagonista Winston Smith és que les rates li roseguin i devorin el rostre. Smith finalment aconsegueix salvar-se suplicant a les autoritats que la seva amant, la Julia, sigui a qui les rates devorin la cara en el seu lloc.
Aquesta tortura, i allò que el protagonista ha de fer per salvar-se'n, destrueix sense remei la seva relació, aixafant el seu idealisme juvenil, els seus somnis de futur, i els sentiments que tenen l'un per l'altre. Al llibre mai no s'arriba a dir que la Julia sigui sotmesa a aquesta tortura (es diu, en el seu lloc, que se l'amenaça amb el seu pitjor malson), ja que l'autèntic propòsit de l'habitació 101 no és que s'arribi a produir la tortura en si mateixa, sinó que l'individu que hi és torturat es rebaixi mitjançant el terror, i forçant que traeixi la persona que més estima, de manera que tot rastre del seu orgull desaparegui.
Es diu que Orwell va treure el nom de l'Habitació 101 d'una sala de conferències de l'edifici de la BBC on l'autor havia de suportar nombroses reunions avorrides. La Broadcasting House de la BBC efectivament contenia aquesta habitació, amb el mateix número: es trobava al final d'un llarg passadís a la part est de l'edifici, i és molt possible que el treball que Orwell hi realitzà durant la Segona Guerra Mundial l'inspirés en la seva concepció del Ministeri de la Veritat que apareix al llibre. Aquesta habitació 101 del món real va desaparèixer durant la remodelació de l'edifici.

## Altres usos
L'habitació 101, com també la "planta 13", són elements utilitzats habitualment en la cultura popular per donar un significat sinistre a quelcom que altrament seria una habitació qualsevol. Per exemple, al començament de The Matrix (1999), el protagonista, Neo viu a l'habitació 101.
Room 101 és el títol d'una pel·lícula dirigida per Mark Sheppard el 2001, protagonitzada per Vincent Castellanos.
A l'edició de 2005 de Big Brother al Regne Unit, s'obligava a un dels participants a entrar una habitació marcada amb el 101 per fer tasques fastigoses com ordenar cucs per color.
Room 101 és també el nom d'una comèdia retransmesa per televisió i ràdio de la BBC.
El grup de música electrònica Bonanza Banzai tenen una cançó anomenada A 101-es szoba ("L'habitació 101" en hongarès).